# Citrus japonica
El kumquat redondo (Citrus japónica) es un árbol o arbusto perteneciente al género Citrus, dentro de la familia de las rutáceas.

## Descripción

Árbol con frutos

El kumquat redondo es un árbol espinoso que mide entre 2,5 y 4,5 m de altura. Tiene hojas de color verde oscuro y sus flores son de color blanco.

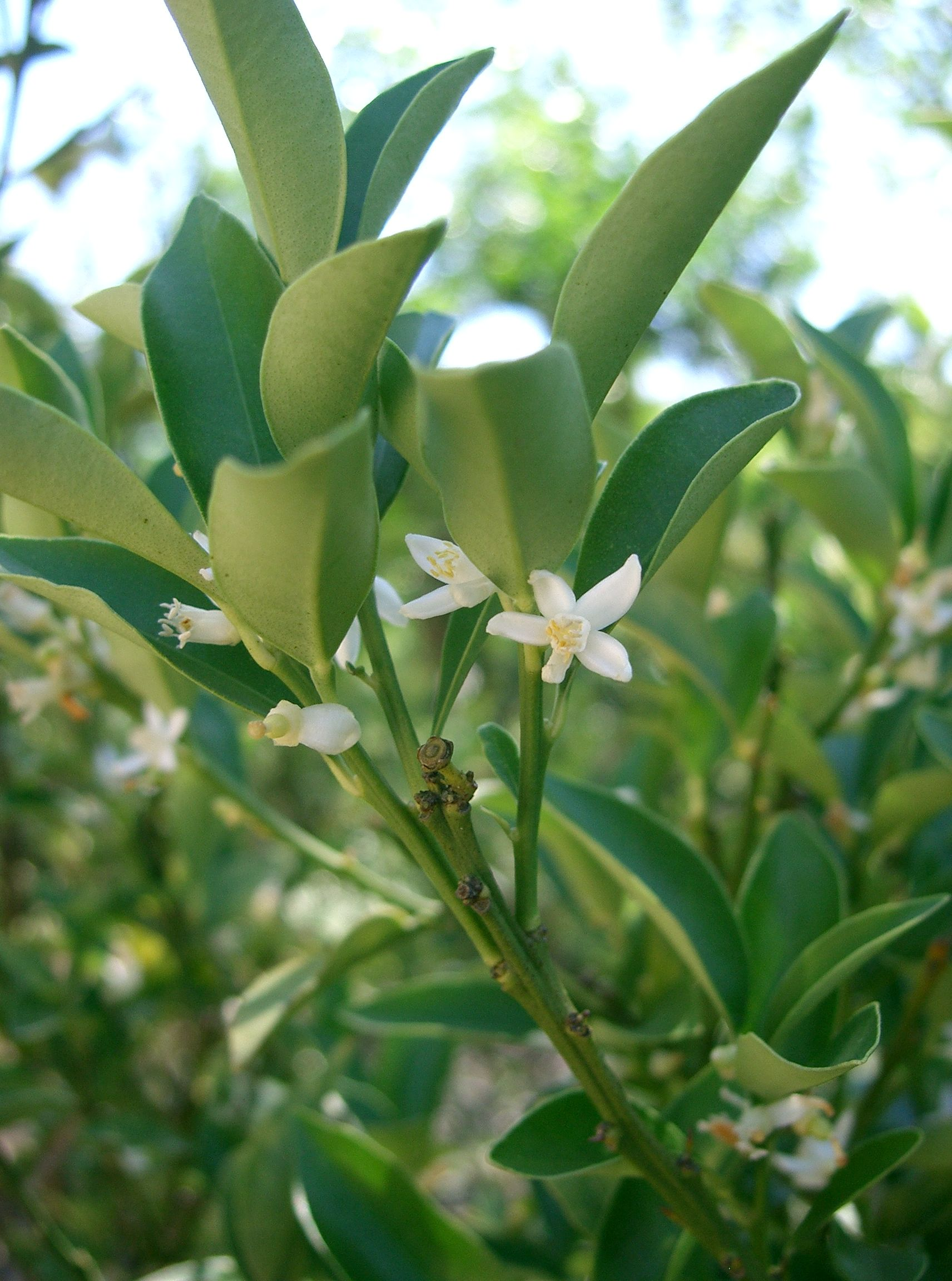
Hojas y flores

Los frutos son pequeños, de forma ovalada y miden entre 3 y 5 cm de largo, y entre 2 y 4 cm de ancho. Suelen ser de color anaranjado, aunque sus tonalidades van desde el amarillo hasta el rojo.

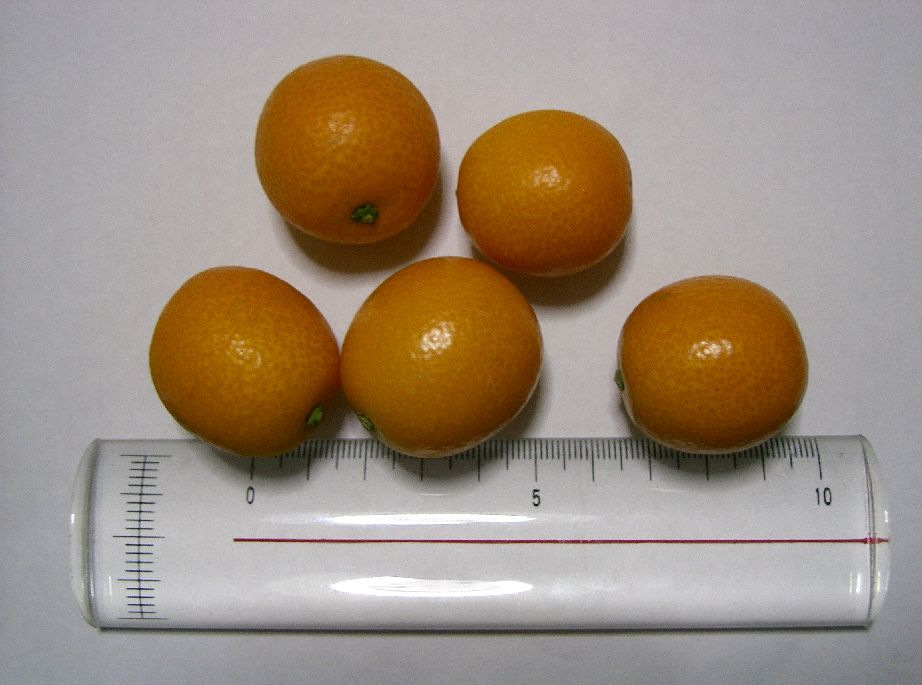
Frutos

Señalar que esta planta tolera muy bien el frío, pudiendo sobrevivir heladas de hasta −10 °C.

## Distribución y hábitat
Su área de distribución nativa va desde el sudeste de China hasta la provincia de Hainan y crece principalmente en el bioma subtropical.

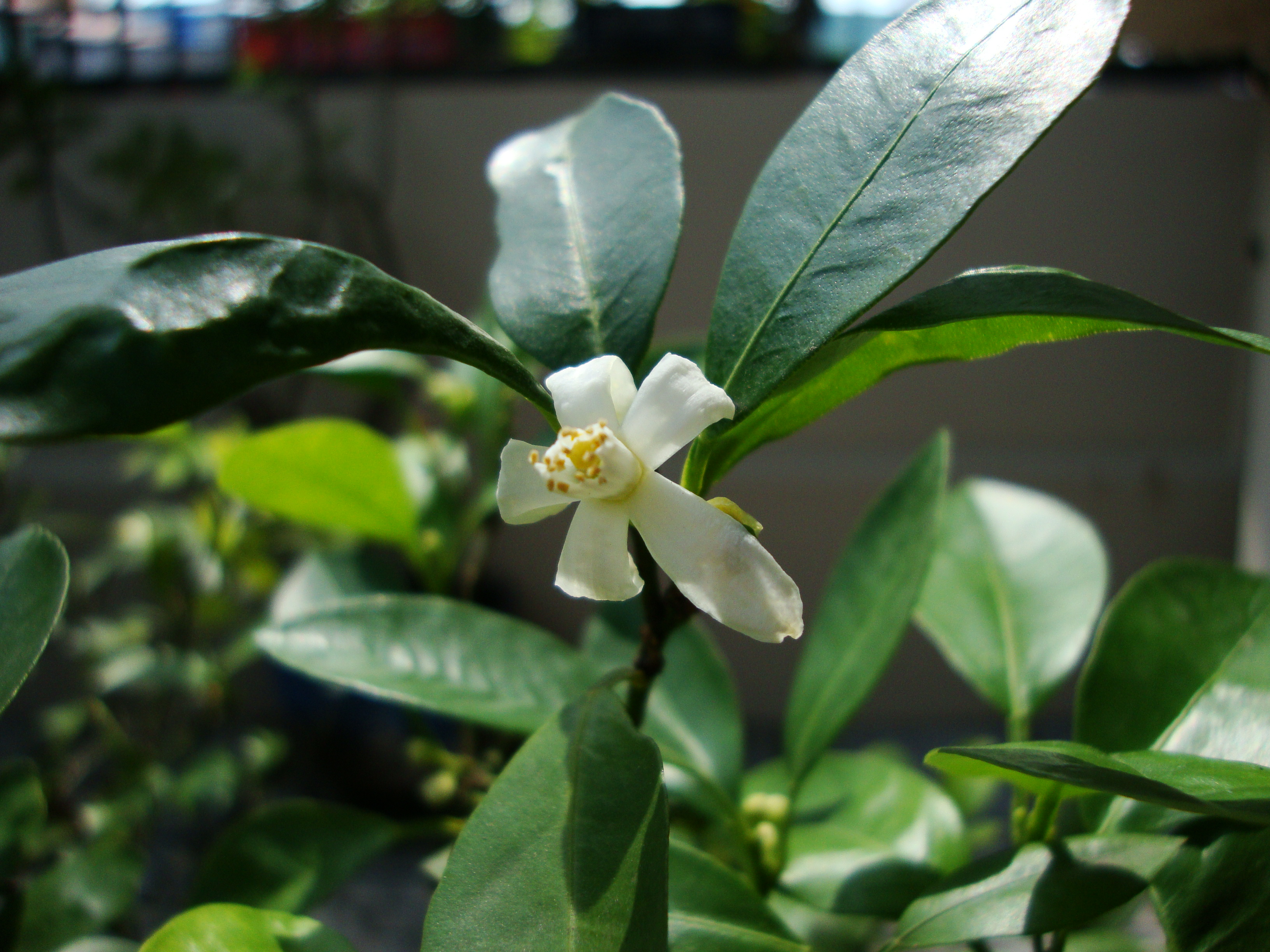
Detalle de la flor

Además se ha introducido en países como Assam, California, Cuba, República Dominicana, Gambia, Haití, Japón, Corea, Puerto Rico, Trinidad y Tobago y Vietnam.

## Taxonomía
Citrus japonica fue descrito por el botánico sueco Carl Peter Thunberg y publicada por primera vez en la revista científica Nova Acta Regiae Societatis Scientiarum Upsaliensis 3: 208 en 1780.
Etimología
- Citrus: nombre genérico que proviene del latín citrus, que se refiere a los árboles y arbustos que producen frutas cítricas, como limones, naranjas y limas. El término citrus tiene sus raíces en el griego antiguo κίτρον (kítron), que significa 'cítricos' o 'fruto de cítricos'
- japonica: epíteto geográfico que proviene del latín japonicus, que significa 'de Japón', haciendo referencia a los países donde se ha cultivado y utilizado históricamente.[3]

Sinonimia
- Atalantia hindsii (Champ. ex Benth.) Oliva (1861)
- × Citrofortunella madurensis (Lour.) D.Rivera, Obón, De la Torre & A.Barber (1998)
- Citrus × aurantium var. globífera ingl., 1896
- Citrus × aurantium subsp. ichangensis (Swingle) Guillaumin, 1917
- Citrus × aurantium subsp. japonica (Thunb.) Engl., 1896
- Citrus × aurantium var. japonica (Thunb.) Hook.f., 1874
- Citrus × aurantium subvar. madurensis (Lour.) Engl., 1896
- Citrus × aurantium subvar. margarita (Lour.) ingl., 1896
- Citrus × aurantium var. olivicormis Risso ex Loisel., 1816
- Citrus × aurantium subvar. spinosa Siebold & Zucc. ex inglés., 1896
- Citrus hindsii (Champ. ex Benth.) Govaerts, 1999
- Citrus inermis Roxb., 1832
- Citrus japonica subf. crassifolia (Swingle) M.Hiroe, 1974
- Citrus japónica var. fructu-eliptica Siebold & Zucc., 1835
- Citrus japonica subf. hindsii (Champ. ex Benth.) M. Hiroe, 1974
- Citrus japónica var. madurensis (Lour.) Guillaumin, 1932
- Citrus japonica subf. margarita (Lour.) M. Hiroe, 1974
- Citrus madurensis Lour., 1790
- Citrus margarita Lour., 1790
- Citrus × nobilis var. microcarpa Hassk., 1842
- Fortunella bawangica C.C.Huang, 2010
- Fortunella crassifolia Swingle, 1915
- Fortunella hindsii (Champ. ex Benth.) Swingle, 1915
- Fortunella hindsii var. chintou Swingle, 1940
- Fortunella japonica (Thunb.) Swingle, 1915
- Fortunella japónica var. margarita (Lour.) Makino, 1940
- Fortunella margarita (Lour.) Swingle, 1915
- Fortunella venosa (Champ. ex Benth.) C.C.Huang, 1991
- Sclerostylis hindsii Champ. ex Benth., 1851
- Sclerostylis venosa Champ. ex Benth., 1851

## Usos
La fruta suele comerse entera, donde la piel tiene sabor dulce y el interior tiene un sabor agrio. También se hacen mermeladas y suelen confitarse con azúcar.
Además, tiene un uso medicinal en China, donde los frutos del kumquats se encurten en sal y se comen cuando hay dolor de garganta.
También suele ser un árbol ornamental y suele utilizarse para hacer bonsáis. De hecho en China esta especie simboliza la buena suerte y a veces se regala en el Año Nuevo Chino.